# Michael Strich

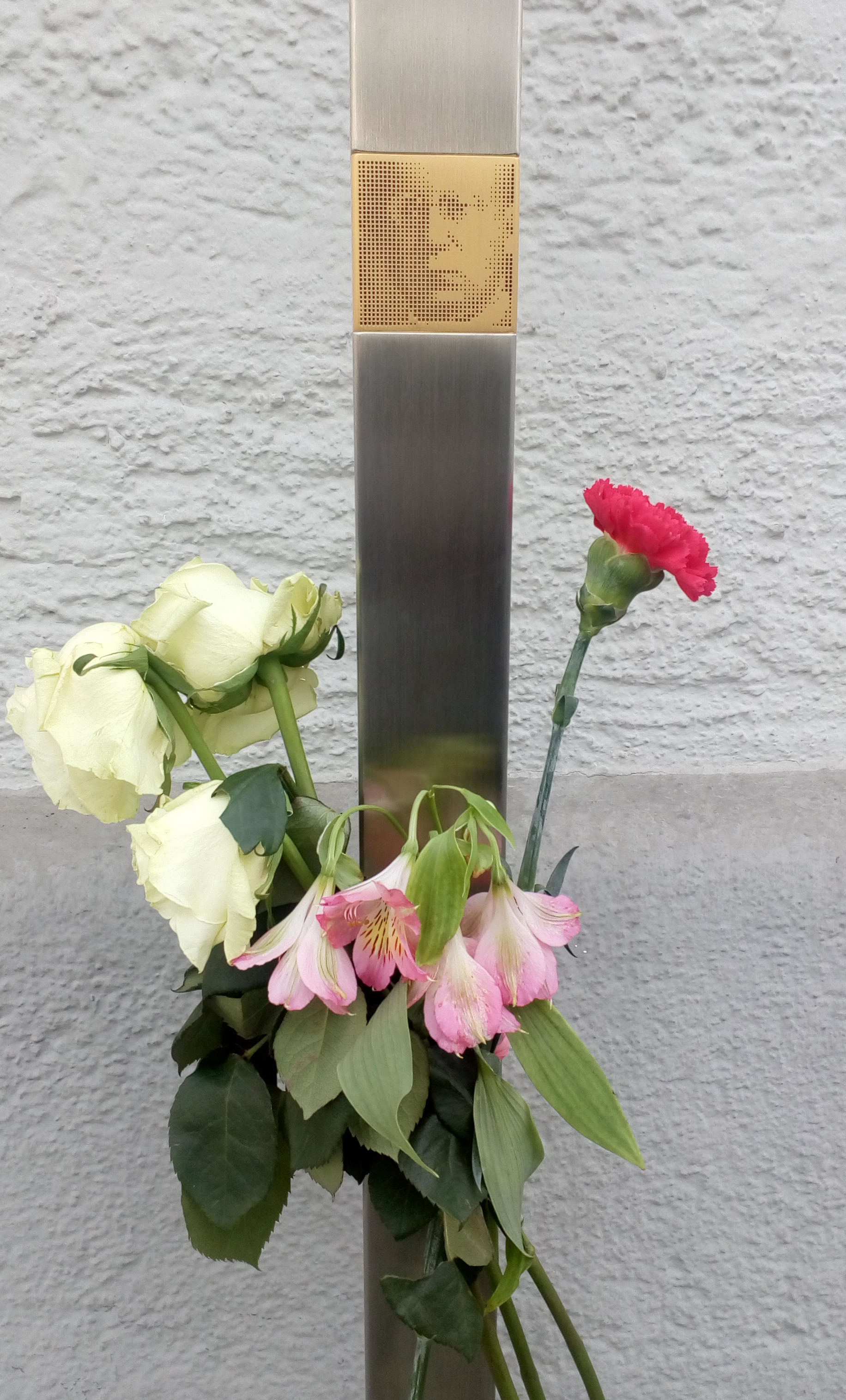
Gedenkstele für Michael Strich in München

Michael Strich (* 22. März 1881 in Berlin; † 25. November 1941 in Kaunas) war ein deutscher Historiker.

## Leben
Michael Strichs Eltern stammten aus Międzychód, damals Birnbaum. Sein Vater war Kaufmann,  seine Mutter war mit dem Kaufmann Hermann Tietz verwandt. Strich studierte Geschichte und Literaturgeschichte und wurde 1907 an der Ludwig-Maximilians-Universität in München promoviert. Von 1909 bis 1914 unternahm er Studienreisen ins europäische Ausland, im Ersten Weltkrieg war er Soldat und wurde als Frontkämpfer ausgezeichnet. Anschließend  arbeitete er als Privatgelehrter und Autor von Aufsätzen und Büchern zur Neueren Geschichte. Strich, der Jude war, heiratete eine Katholikin und konvertierte 1935 zum Katholizismus. Das Paar hatte eine Tochter. Am 20. November 1941 wurde er im ersten Deportationszug aus München nach Kaunas gebracht und dort ermordet.

## Werke (Auswahl)
- Liselotte und Ludwig XIV. Oldenbourg, München 1912.
- Liselotte von Kurpfalz. Ullstein A. G., Berlin 1925.
- Das Kurhaus Bayern im Zeitalter Ludwigs der XIV. und die europäischen Mächte. Herausgegeben von der Kommission für bayerische Landesgeschichte. München 1933 (Digitalisat).

## Würdigungen
Im November 2019 wurde im Rahmen des Projekts Erinnerungszeichen für Opfer des NS-Regimes in München an Michael Strichs ehemaligem Wohnhaus an der Clemensstraße 41 eine Gedenkstele für ihn angebracht. Seit 1920 wohnte Strich dort, er war der Eigentümer des Hauses. Im Jahr 1939 wurde sein Haus zwangsenteignet.